# Just Hold Me
Just hold me is een single van de Noorse zangeres Maria Mena uit 2006.

## Maria Mena
Just hold me is een single van de Noorse zangeres Maria Mena, afkomstig van haar vierde studioalbum Apparently unaffected.
In de Nederlandse Single Top 100 was het nummer redelijk succesvol. Na de eerste weken opstartproblemen te hebben gehad steeg het maanden later door naar een zevende plek. Het bleef er 41 weken in staan. Just hold me haalde de Nederlandse Top 40 bij de release in juni 2006 aanvankelijk niet, nadat het na zes weken op nummer twee van de Tipparade was blijven steken. De Free Record Shop Holding heeft destijds de single voortijdig uit het assortiment gehaald. In november, 22 weken later, bereikt de single in de Single Top 100 toch de top en Just hold me kwam alsnog de Nederlandse Top 40 binnen. In 2009 keerde het nummer voor 3 weken weer terug in de Nederlandse Single Top 100.
Just hold me betekende voor Maria Mena weer een doorbraak in Nederland na haar laatste succesvolle hit You're The Only One uit 2004. Voor Just hold me heeft ze het nummer Miss you love uitgebracht maar dit nummer sloeg in Nederland niet aan. Na het succes van Just hold me werd hier anders over gedacht en is Miss you love opnieuw uitgebracht, met meer succes.

### Tracklist
- "Just Hold Me"  (4:26)

### Hitnoteringen

#### Nederlandse Top 40
| Hitnotering: 11-11-2006 t/m 09-12-2006 | Hitnotering: 11-11-2006 t/m 09-12-2006 | Hitnotering: 11-11-2006 t/m 09-12-2006 | Hitnotering: 11-11-2006 t/m 09-12-2006 | Hitnotering: 11-11-2006 t/m 09-12-2006 | Hitnotering: 11-11-2006 t/m 09-12-2006 | Hitnotering: 11-11-2006 t/m 09-12-2006 |
| Week:                                  | 1                                      | 2                                      | 3                                      | 4                                      | 5                                      |                                        |
| -------------------------------------- | -------------------------------------- | -------------------------------------- | -------------------------------------- | -------------------------------------- | -------------------------------------- | -------------------------------------- |
| Positie:                               | 36                                     | 30                                     | 26                                     | 28                                     | 32                                     | uit                                    |

#### NederlandseSingle Top 100
| Hitnotering: (Week 1 t/m 41) 13-05-2006 t/m 17-02-2007 Hitnotering: (Week 42 t/m 44) 28-03-2009 t/m 11-04-2009 | Hitnotering: (Week 1 t/m 41) 13-05-2006 t/m 17-02-2007 Hitnotering: (Week 42 t/m 44) 28-03-2009 t/m 11-04-2009 | Hitnotering: (Week 1 t/m 41) 13-05-2006 t/m 17-02-2007 Hitnotering: (Week 42 t/m 44) 28-03-2009 t/m 11-04-2009 | Hitnotering: (Week 1 t/m 41) 13-05-2006 t/m 17-02-2007 Hitnotering: (Week 42 t/m 44) 28-03-2009 t/m 11-04-2009 | Hitnotering: (Week 1 t/m 41) 13-05-2006 t/m 17-02-2007 Hitnotering: (Week 42 t/m 44) 28-03-2009 t/m 11-04-2009 | Hitnotering: (Week 1 t/m 41) 13-05-2006 t/m 17-02-2007 Hitnotering: (Week 42 t/m 44) 28-03-2009 t/m 11-04-2009 | Hitnotering: (Week 1 t/m 41) 13-05-2006 t/m 17-02-2007 Hitnotering: (Week 42 t/m 44) 28-03-2009 t/m 11-04-2009 | Hitnotering: (Week 1 t/m 41) 13-05-2006 t/m 17-02-2007 Hitnotering: (Week 42 t/m 44) 28-03-2009 t/m 11-04-2009 | Hitnotering: (Week 1 t/m 41) 13-05-2006 t/m 17-02-2007 Hitnotering: (Week 42 t/m 44) 28-03-2009 t/m 11-04-2009 | Hitnotering: (Week 1 t/m 41) 13-05-2006 t/m 17-02-2007 Hitnotering: (Week 42 t/m 44) 28-03-2009 t/m 11-04-2009 | Hitnotering: (Week 1 t/m 41) 13-05-2006 t/m 17-02-2007 Hitnotering: (Week 42 t/m 44) 28-03-2009 t/m 11-04-2009 | Hitnotering: (Week 1 t/m 41) 13-05-2006 t/m 17-02-2007 Hitnotering: (Week 42 t/m 44) 28-03-2009 t/m 11-04-2009 | Hitnotering: (Week 1 t/m 41) 13-05-2006 t/m 17-02-2007 Hitnotering: (Week 42 t/m 44) 28-03-2009 t/m 11-04-2009 | Hitnotering: (Week 1 t/m 41) 13-05-2006 t/m 17-02-2007 Hitnotering: (Week 42 t/m 44) 28-03-2009 t/m 11-04-2009 | Hitnotering: (Week 1 t/m 41) 13-05-2006 t/m 17-02-2007 Hitnotering: (Week 42 t/m 44) 28-03-2009 t/m 11-04-2009 | Hitnotering: (Week 1 t/m 41) 13-05-2006 t/m 17-02-2007 Hitnotering: (Week 42 t/m 44) 28-03-2009 t/m 11-04-2009 | Hitnotering: (Week 1 t/m 41) 13-05-2006 t/m 17-02-2007 Hitnotering: (Week 42 t/m 44) 28-03-2009 t/m 11-04-2009 | Hitnotering: (Week 1 t/m 41) 13-05-2006 t/m 17-02-2007 Hitnotering: (Week 42 t/m 44) 28-03-2009 t/m 11-04-2009 | Hitnotering: (Week 1 t/m 41) 13-05-2006 t/m 17-02-2007 Hitnotering: (Week 42 t/m 44) 28-03-2009 t/m 11-04-2009 | Hitnotering: (Week 1 t/m 41) 13-05-2006 t/m 17-02-2007 Hitnotering: (Week 42 t/m 44) 28-03-2009 t/m 11-04-2009 | Hitnotering: (Week 1 t/m 41) 13-05-2006 t/m 17-02-2007 Hitnotering: (Week 42 t/m 44) 28-03-2009 t/m 11-04-2009 | Hitnotering: (Week 1 t/m 41) 13-05-2006 t/m 17-02-2007 Hitnotering: (Week 42 t/m 44) 28-03-2009 t/m 11-04-2009 | Hitnotering: (Week 1 t/m 41) 13-05-2006 t/m 17-02-2007 Hitnotering: (Week 42 t/m 44) 28-03-2009 t/m 11-04-2009 | Hitnotering: (Week 1 t/m 41) 13-05-2006 t/m 17-02-2007 Hitnotering: (Week 42 t/m 44) 28-03-2009 t/m 11-04-2009 |
| Week: | 1 | 2 | 3 | 4 | 5 | 6 | 7 | 8 | 9 | 10 | 11 | 12 | 13 | 14 | 15 | 16 | 17 | 18 | 19 | 20 | 21 | 22 | 23 |
| --- | --- | --- | --- | --- | --- | --- | --- | --- | --- | --- | --- | --- | --- | --- | --- | --- | --- | --- | --- | --- | --- | --- | --- |
| Positie: | 62 | 33 | 30 | 30 | 27 | 30 | 30 | 38 | 39 | 41 | 26 | 23 | 21 | 24 | 25 | 23 | 25 | 23 | 30 | 29 | 25 | 14 | 10 |
| Week: | 24 | 25 | 26 | 27 | 28 | 29 | 30 | 31 | 32 | 33 | 34 | 35 | 36 | 37 | 38 | 39 | 40 | 41 | | 42 | 43 | 44 | |
| Positie: | 11 | 17 | 7 | 16 | 17 | 22 | 24 | 25 | 21 | 30 | 24 | 24 | 36 | 41 | 46 | 58 | 65 | 76 | uit | 39 | 67 | 95 | uit |

#### NPO Radio 2 Top 2000
| Nummer met noteringen in de NPO Radio 2 Top 2000 | '14  | '15  |
| ------------------------------------------------ | ---- | ---- |
| Just Hold Me                                     | 1861 | 1815 |

1. ↑  Een vetgedrukt getal geeft de hoogste notering aan.
2. ↑  2014 was het eerste jaar met een notering voor dit nummer.
3. ↑  Deze tabel is bijgewerkt tot en met de laatste editie (2024).

## Leonie Meijer
In de zevende liveshow van het eerste seizoen van The voice of Holland zong Leonie Meijer op 7 januari 2011 haar versie van het nummer Just hold me. Het nummer was na de uitzending gelijk verkrijgbaar als muziekdownload en kwam een week later op nummer 27 binnen in de Nederlandse Single Top 100.

### Hitnotering

#### NederlandseSingle Top 100
| Hitnotering: 15-01-2011 t/m 29-01-2011 | Hitnotering: 15-01-2011 t/m 29-01-2011 | Hitnotering: 15-01-2011 t/m 29-01-2011 | Hitnotering: 15-01-2011 t/m 29-01-2011 | Hitnotering: 15-01-2011 t/m 29-01-2011 |
| Week:                                  | 1                                      | 2                                      | 3                                      |                                        |
| -------------------------------------- | -------------------------------------- | -------------------------------------- | -------------------------------------- | -------------------------------------- |
| Positie:                               | 27                                     | 47                                     | 76                                     | uit                                    |

## Tessa Belinfante
In de vierde liveshow van het derde seizoen van The voice of Holland zong Tessa Belinfante op 30 november 2012 haar versie van het nummer Just hold me. Het nummer was na de uitzending gelijk verkrijgbaar als muziekdownload en kwam een week later op nummer 11 binnen in de Nederlandse Single Top 100, waar het slechts drie weken in is bijven staan.

### Hitnotering

#### NederlandseSingle Top 100
| Hitnotering: 08-12-2012 t/m 22-12-2012 | Hitnotering: 08-12-2012 t/m 22-12-2012 | Hitnotering: 08-12-2012 t/m 22-12-2012 | Hitnotering: 08-12-2012 t/m 22-12-2012 | Hitnotering: 08-12-2012 t/m 22-12-2012 |
| Week:                                  | 1                                      | 2                                      | 3                                      |                                        |
| -------------------------------------- | -------------------------------------- | -------------------------------------- | -------------------------------------- | -------------------------------------- |
| Positie:                               | 11                                     | 49                                     | 86                                     | uit                                    |